# Oedipus Schmoedipus
Az 1996-os Oedipus Schmoedipus Barry Adamson negyedik nagylemeze. Az album szerepel az 1001 lemez, amit hallanod kell, mielőtt meghalsz című könyvben.

## Az album dalai
|     | Cím                                          | Szerző(k)                                                                             | Hossz |
| --- | -------------------------------------------- | ------------------------------------------------------------------------------------- | ----- |
| 1.  | Set the Controls for the Heart of the Pelvis | Barry Adamson, Jarvis Cocker                                                          | 5:39  |
| 2.  | Something Wicked This Way Comes              | Adamson, Blackwell, Datin, Del-Naja, Marshall, Middlesbrooke, Shapiro, Vidalin, Vowel | 4:33  |
| 3.  | The Vibes Ain't Nothin' But the Vibes        | Adamson                                                                               | 4:48  |
| 4.  | It's Business as Usual                       | Adamson, Carla Bozlavich, John Napier                                                 | 4:29  |
| 5.  | Miles                                        | Miles Davis, Sly Dunbar, Bill Laswell, Robbie Shakespeare                             | 5:30  |
| 6.  | Dirty Barry                                  | Adamson                                                                               | 7:30  |
| 7.  | In a Moment of Clarity                       | Adamson                                                                               | 4:14  |
| 8.  | Achieved in the Valley of Dolls              | Adamson, Billy Mackenzie                                                              | 4:27  |
| 9.  | Vermillion Kisses                            | Adamson                                                                               | 3:02  |
| 10. | The Big Bamboozle                            | Adamson                                                                               | 3:37  |
| 11. | State of Contraction                         | Adamson                                                                               | 1:38  |
| 12. | The Sweetest Embrace                         | Adamson, Nick Cave                                                                    | 4:49  |
| 13. | Set the Controls Again                       | Adamson                                                                               | 1:34  |

## Közreműködők
- Barry Adamson – hangszerelés, borító, producer, ének
- Seamus Beaghen – orgona, zongora
- Carla Boslavich – vokál
- Nick Cave – vokál
- Jarvis Cocker – vokál
- Philippe Garrel – művészi munka
- Miranda Gooch – narrátor
- Steve Gullick – fényképek
- Roy "Royalty" Hamilton – háttérvokál
- Simon Henwood – borító
- Zeitia Massiah – háttérvokál
- Billy McGhee – vonósok hangszerelése
- Kevin Metcalfe – hangmérnök
- John Napier – vokál
- Kevin Petrie – hangok
- Audrey Riley – vonósok hangszerelése
- Atticus Ross – programozás
- Ileana Ruhemann – altfuvola
- Beverley Skeete – háttérvokál
- Slim Smith – művészi munka
- Luella Wright – művészi munka
- Peter Wyman – klarinét, szaxofon